# Scorpaenichthys marmoratus
El cabezón (Scorpaenichthys marmoratus) es una especie de pez actinopeterigio marino, la única del género monotípico Scorpaenichthys de la familia de los cótidos.

## Morfología
Cuerpo grande con una longitud máxima descrita de 99 cm, con un peso máximo publicado de 14,0 kg. En la aleta dorsal presenta de 8 a 12 espinas y de 15 a 18 radios blandos, mientras que en la aleta anal no tiene espinas y tiene de 11 a 13 radios blandos; la aleta caudal es redondeada.

## Biología
Los adultos y los juveniles se alimentan de crustáceos, peces y moluscos.

## Pesca
Comúnmente capturado por los pescadores deportivos (desde la costa, en barcos o en los embarcaderos) y por buceadores. La carne es buena para comer, pero los huevos son venenosos y su consumo provoca que los seres humanos se pongan gravemente enfermos.

## Distribución y hábitat
Se distribuye por la costa oriental del océano Pacífico, desde Sitka (Alaska) al norte hasta Punta Abrejos en Baja California (México) al sur. Son peces marinos de agua subtropical, de hábitat tipo demersal, que habitan un rango de profundides desde la superficie hasta los 200 m. Habita en fondos rocosos, arenosos y fangosos, así como entre algas marinas.